# Attivismo

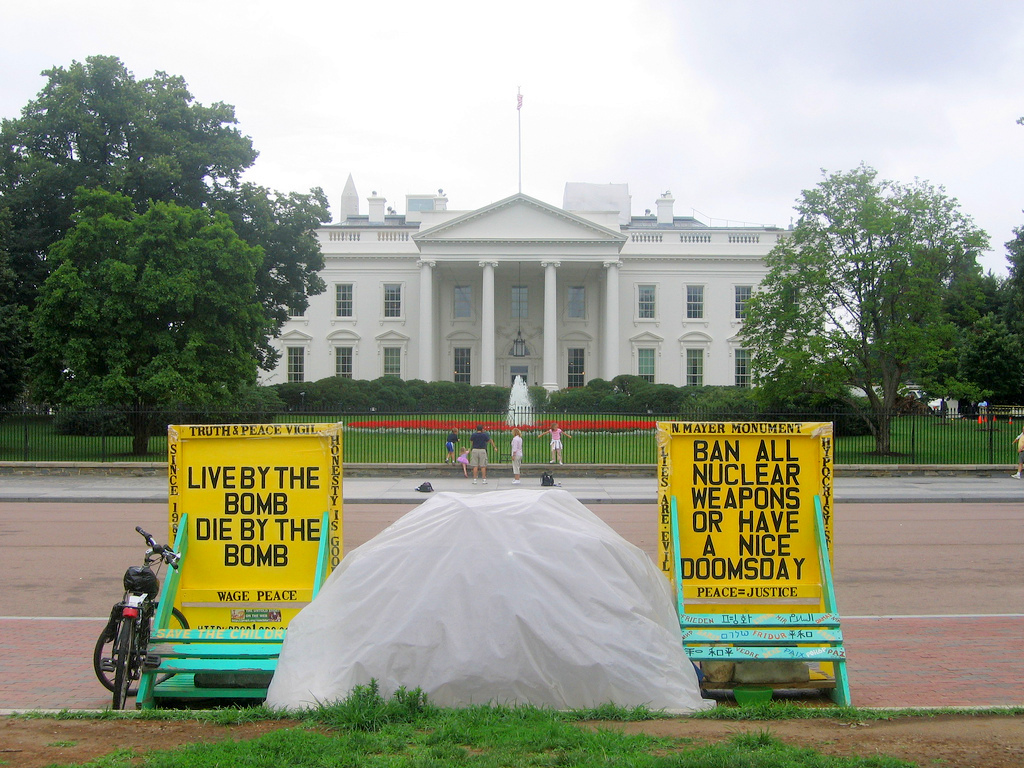
La più lunga veglia di pace nella storia degli Stati Uniti, iniziata dall'attivista William Thomas Hallenback nel 1981

L'attivismo è un'attività finalizzata a produrre un cambiamento sociale o politico ed è spesso intesa anche come sinonimo di protesta o dissenso. I termini "attivismo" e "attivista" vengono rispettivamente dal francese activisme e activiste e furono coniati dalla stampa belga nel 1916 con riferimento al movimento Flamingant.

## Descrizione
L'attivismo è proprio di diversi orientamenti politici ed è praticato in forme profondamente differenti, sia non violente (lettere ai giornali politici, propaganda politica, scioperi, marce) sia violente, come guerriglia, militanza armata, sino al terrorismo. L'attivismo però non ha sempre a che fare con proteste e scontri. Per esempio gli attivisti religiosi cambiano il proprio stile di vita piuttosto che puntare a un cambiamento delle leggi; il movimento cooperativo s'impegna, invece, nella promozione di nuove istituzioni conformi ai suoi principi senza esercitare pressioni politiche né effettuare proteste pubbliche.
L'attivismo economico più specificatamente si esprime con boicottaggi e l'acquisizione del controllo di particolari settori o industrie. Notevole importanza assume anche l'attivismo ambientale.

## Attività correlate

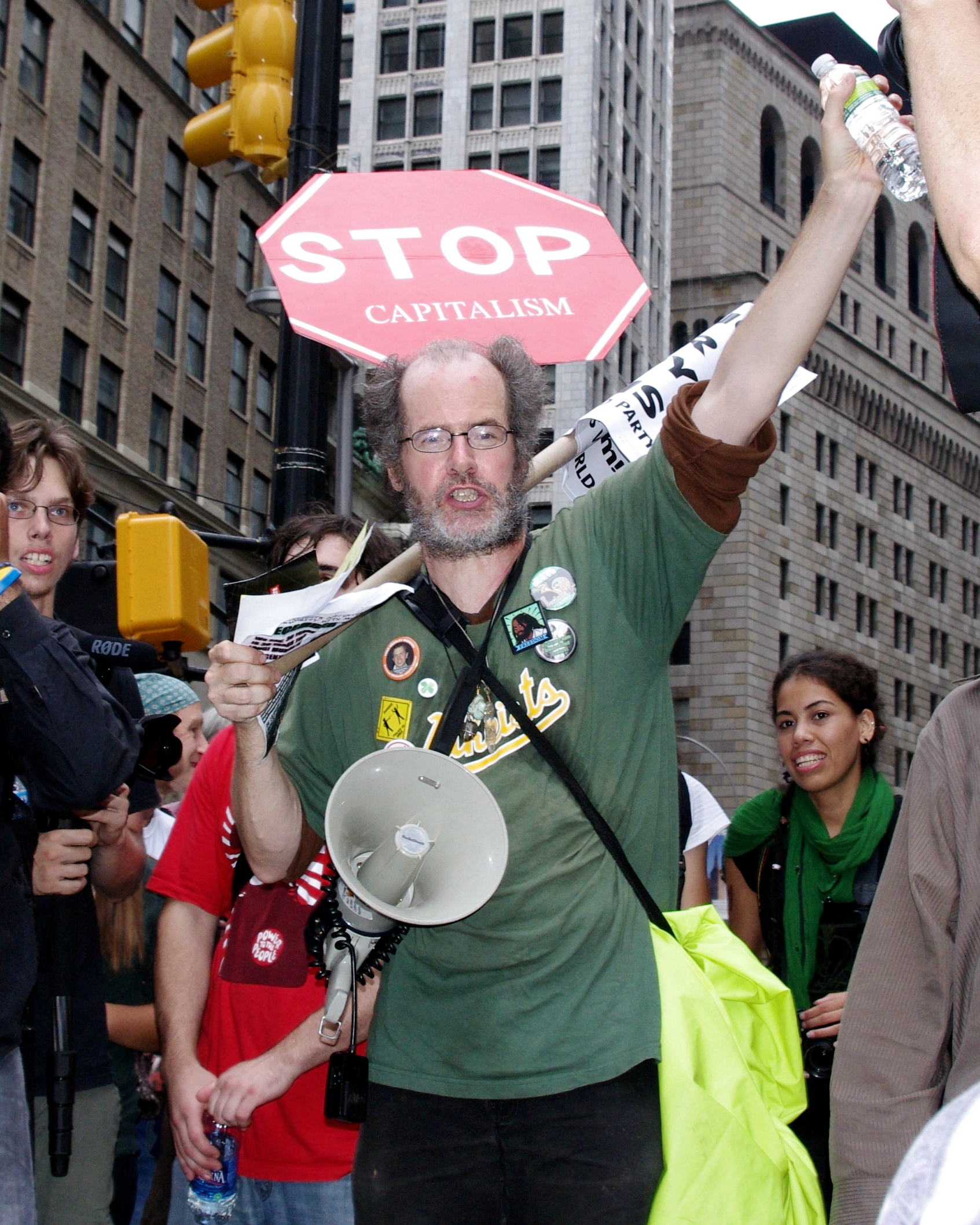
Attivista politico partecipante alla manifestazione Occupy Wall Street nel 2011

Sono riconducibili all'attivismo alcuni tipi di attività e iniziative, come ad esempio: attivismo politico, attivismo sociale, movimento studentesco, azione diretta, boicottaggio, culture jamming, disobbedienza civile, hacktivism, mediattivismo, nonviolenza, contestazione, propaganda, ribellione, riformismo, rivolta, rivoluzione, sabotaggio, semplicità volontaria, sommossa e terrorismo.

## Definizioni di attivismo
L'Online Etymology Dictionary registra le parole inglesi activism e activist come in uso in senso politico rispettivamente dall'anno 1920 o 1915. La storia della parola attivismo risale a precedenti interpretazioni del comportamento collettivo e dell'azione sociale. Ancora nel 1969 l'attivismo era definito come "la politica o la pratica di fare le cose con decisione ed energia", senza tener conto di un significato politico, mentre l'azione sociale era definita come "azione organizzata intrapresa da un gruppo per migliorare le condizioni sociali", indipendentemente dallo status normativo. Dopo l'ondata dei cosiddetti "nuovi movimenti sociali" negli Stati Uniti negli anni '60, è emersa una nuova comprensione dell'attivismo come opzione democratica razionale e accettabile di protesta o appello. Tuttavia, la storia dell'esistenza della rivolta attraverso la protesta organizzata o unificata nella storia documentata risale alle rivolte degli schiavi del I secolo a.C.(E) nell'Impero romano, dove, sotto la guida di ex gladiatore Spartacus, 6 000 schiavi si ribellarono e furono crocifissi da Capua a Roma in quella che divenne nota come la Terza guerra servile.

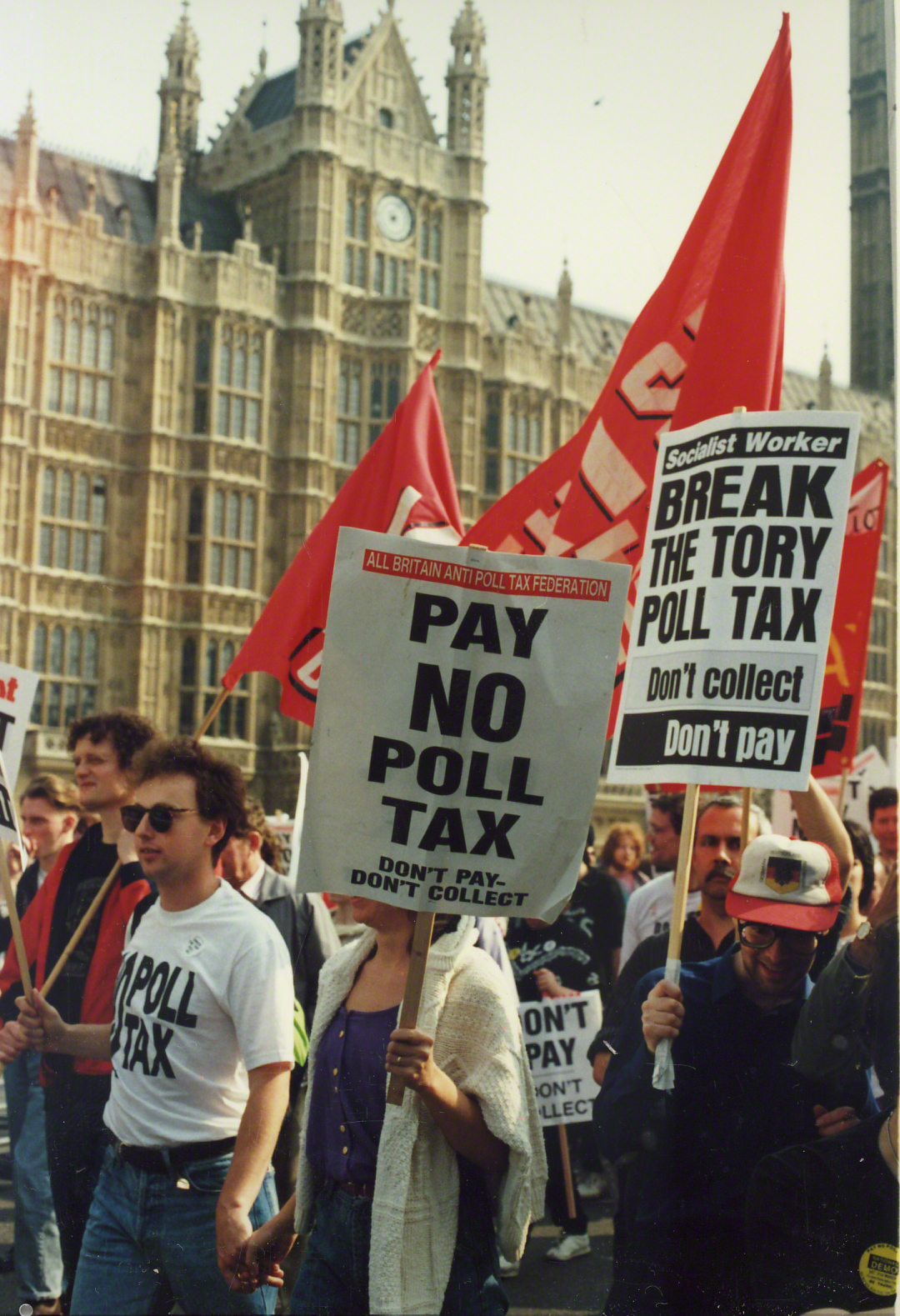
Manifestanti pacifici contro la poll tax davanti al Palazzo di Westminster nel pomeriggio del 31 marzo 1990, prima che iniziassero i disordini.

Nella storia inglese, la rivolta dei contadini è scoppiata in risposta all'imposizione di una poll tax ed è stata parallela ad altre ribellioni e rivoluzioni in Ungheria, Russia e, più recentemente, ad esempio a Hong Kong. Nel 1930, sotto la guida del Mahatma Gandhi, migliaia di indiani che protestavano parteciparono alla Marcia del sale come protesta contro le tasse oppressive del loro governo, che portarono all'incarcerazione di 60 000 persone e alla fine all'indipendenza della loro nazione. Nelle nazioni dell'Asia, dell'Africa e del Sud America, l'importanza dell'attivismo organizzato dai movimenti sociali e specialmente sotto la guida di attivisti civili o rivoluzionari sociali ha spinto per aumentare l'autosufficienza nazionale o, in alcune parti del mondo in via di sviluppo, l'organizzazione e l'affiliazione comunista o socialista collettivista. L'attivismo ha avuto un forte impatto anche sulle società occidentali, in particolare nell'ultimo secolo attraverso movimenti sociali come il movimento laburista, il movimento per i diritti delle donne e il movimento per i diritti civili.

## Tipi di attivismo
Si è spesso pensato che l'attivismo riguardasse i diritti umani o le preoccupazioni ambientali, ma anche l'attivismo libertario e di destra religioso sono tipi importanti. I diritti umani e le questioni ambientali sono state storicamente trattate separatamente sia all'interno del diritto internazionale che come movimenti di attivisti; prima del 21º secolo, la maggior parte dei movimenti per i diritti umani non trattava esplicitamente le questioni ambientali e, allo stesso modo, le preoccupazioni per i diritti umani non erano tipicamente integrate nel primo attivismo ambientale. Nel 21º secolo, l'intersezione tra diritti umani e ambientalismo è diventata sempre più importante, portando a critiche nei confronti del movimento ambientalista mainstream e lo sviluppo dei movimenti per la giustizia ambientale e per la giustizia climatica.

### Diritti umani
L'attivismo per i diritti umani cerca di proteggere i diritti fondamentali come quelli stabiliti nella Dichiarazione universale dei diritti umani, comprese libertà come: diritto alla vita, cittadinanza e proprietà, libertà di movimento; libertà costituzionali di pensiero, espressione, religione, riunione pacifica; e altri. Le basi del movimento globale per i diritti umani implicano la resistenza al colonialismo, all'imperialismo, alla schiavitù, al razzismo, alla segregazione, al patriarcato e all'oppressione delle popolazioni indigene.

### Ambiente
L'attivismo ambientale assume diverse forme:
- la protezione della natura o dell'ambiente naturale guidata da un'etica di conservazione utilitaristica o da un'etica di conservazione orientata alla natura
- la protezione dell'ambiente umano (attraverso la prevenzione dell'inquinamento o la protezione del patrimonio culturale o della qualità della vita)
- la conservazione delle risorse naturali esauribili
- la protezione della funzione di elementi o processi critici del sistema terra come il clima.

La persona che esercita l'attivismo ambientale viene definita ecoattivista.

### Diritti degli animali

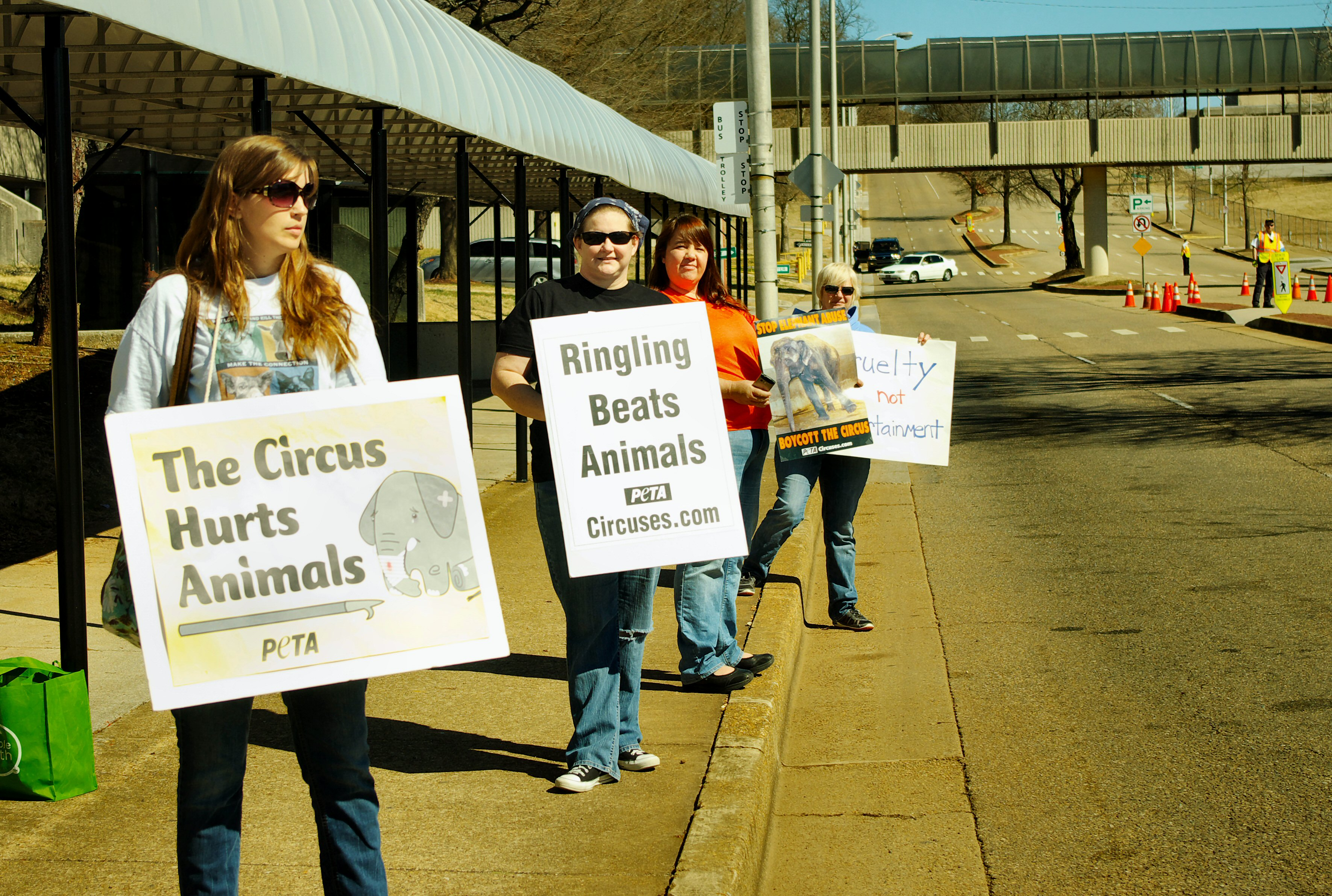
Attivisti che protestavano fuori dal Ringling Brothers Barnum and Bailey Circus al Civic Coliseum di Knoxville, Tennessee.

Il movimento per i diritti degli animali (AR - Animal Rights), a volte chiamato liberazione animale, personalità animale o movimento per la difesa degli animali, è un movimento sociale che cerca di porre fine alla rigida distinzione morale e legale tracciata tra animali umani e non umani, una fine alla lo status degli animali come proprietà e la fine del loro uso nelle industrie della ricerca, dell'alimentazione, dell'abbigliamento e dell'intrattenimento.

### Libertario e conservatore
L'attivismo è sempre più importante nella destra politica negli Stati Uniti e in altri paesi, e alcuni studiosi hanno rilevato: "la principale scissione nel conservatorismo non è stata quella di lunga data tra conservatori economici e conservatori sociali rilevata in precedenti indagini (vale a dire, approssimativamente la Destra libertaria e la destra cristiana). Invece, è tra un gruppo emergente (attivisti) che fonde entrambe le ideologie e una categoria meno ideologica di repubblicani dell'establishment "un po' conservatori". Un esempio di questo attivismo è il movimento Tea Party.
Pew Research ha identificato un "gruppo di 'conservatori fedeli' (l'11% dell'elettorato) che sono fortemente religiosi, socialmente ed economicamente conservatori su tutta la linea e politicamente più attivi di altri gruppi di destra. Sostengono il Tea Party a 72 percento, di gran lunga superiore al successivo gruppo più favorevole". Un'analisi ha rilevato che un gruppo stimato essere il 4% dell'elettorato che ha identificato sia i libertari che i convinti conservatori religiosi "come il nucleo di questo gruppo di elettori ad alto impegno" e ha etichettato questo gruppo come "attivisti".

## Metodi
Gli attivisti impiegano molti metodi o tattiche differenti per perseguire i loro obiettivi. Le tattiche scelte sono significative perché possono determinare come vengono percepiti gli attivisti e cosa sono in grado di realizzare. Ad esempio, le tattiche non violente generalmente tendono a raccogliere più simpatia pubblica rispetto a quelle violente e sono più del doppio efficaci nel raggiungere gli obiettivi prefissati.
Storicamente, la maggior parte dell'attivismo si è concentrata sulla creazione di cambiamenti sostanziali nella politica o nella pratica di un governo o di un'industria. Alcuni attivisti cercano di persuadere le persone a cambiare direttamente il loro comportamento, piuttosto che convincere i governi a cambiare le leggi. Ad esempio, il movimento cooperativo cerca di costruire nuove istituzioni che si conformino ai principi cooperativi e generalmente non esercita pressioni né protesta politicamente. Altri attivisti cercano di persuadere le persone o la politica del governo a rimanere le stesse, nel tentativo di contrastare il cambiamento.

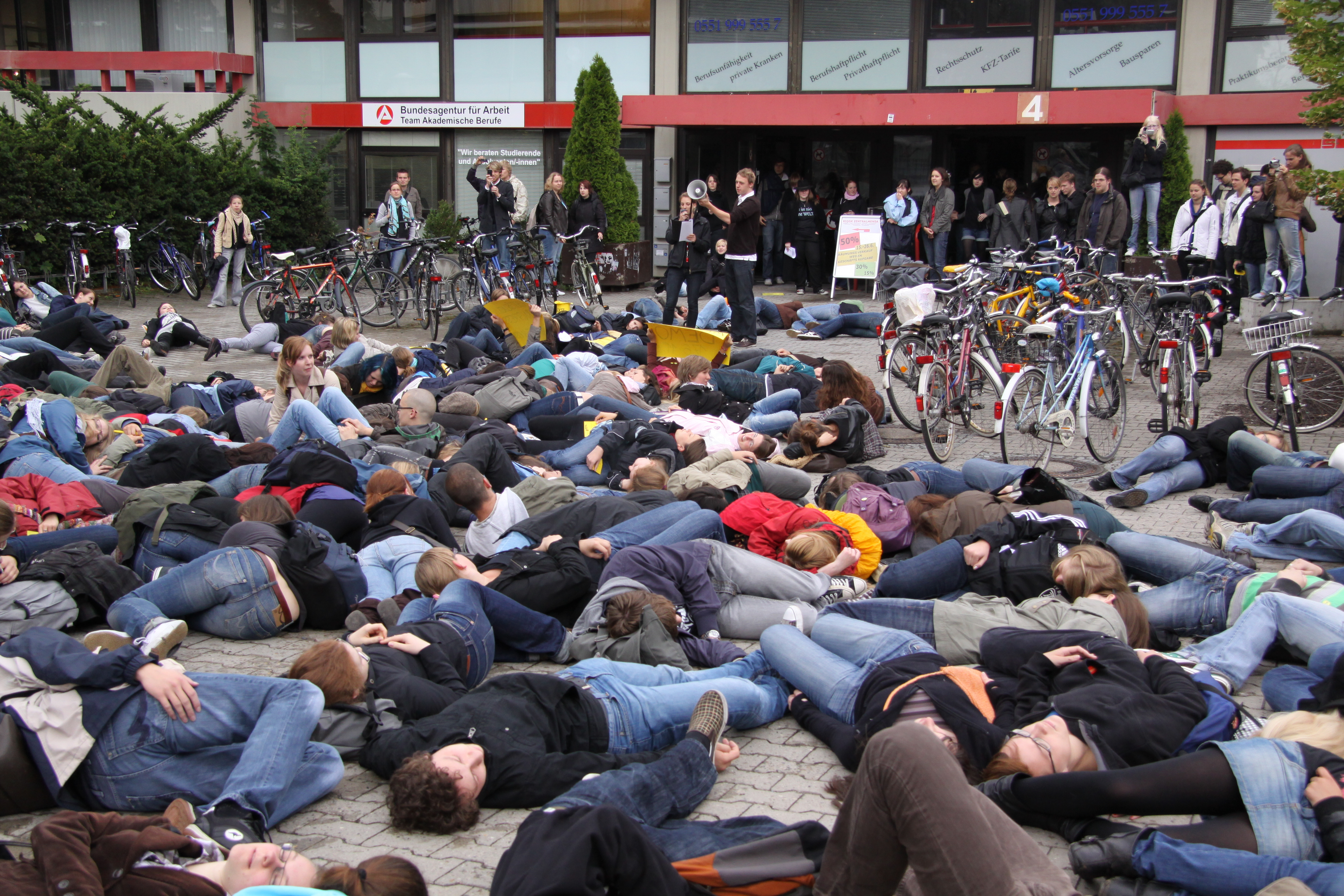
Un sit-in è uno dei tanti strumenti nei repertori di contesa del movimento moderno.

Charles Tilly ha sviluppato il concetto di "repertorio della contesa", che descrive l'intera gamma di tattiche a disposizione degli attivisti in un dato momento e luogo. Questo repertorio consiste in tutte le tattiche che hanno dimostrato di avere successo dagli attivisti in passato, come boicottaggi, petizioni, marce e sit-in, e possono essere utilizzate da qualsiasi nuovo attivista e movimento sociale. Gli attivisti possono anche innovare nuove tattiche di protesta. Questi possono essere del tutto nuovi, come l'idea di Douglas Schuler di un "viaggio di attivisti", o possono verificarsi in risposta all'oppressione della polizia o alla resistenza del contro-movimento. Nuove tattiche si diffondono quindi ad altri attraverso un processo sociale noto come diffusione e, in caso di successo, possono diventare nuove aggiunte al repertorio degli attivisti.
L'attivismo non è un'attività svolta sempre da chi professa l'attivismo come professione. Il termine "attivista" può applicarsi ampiamente a chiunque si impegni nell'attivismo, o strettamente limitato a coloro che scelgono l'attivismo politico o sociale come vocazione o pratica caratteristica.

### Attivismo politico
I giudici possono impiegare l'attivismo giudiziario per promuovere la propria concezione del bene sociale. La definizione di attivismo giudiziario e se una specifica decisione è attivista sono questioni politiche controverse. I sistemi giuridici delle diverse nazioni variano nella misura in cui l'attivismo giudiziario può essere consentito.
Gli attivisti possono anche essere "cani da guardia" pubblici e informatori ritenendo le agenzie governative responsabili della supervisione e della trasparenza.
L'attivismo politico può includere anche campagne politiche, lobbying, votazioni o petizioni.
L'attivismo politico non dipende da una specifica ideologia o storia nazionale, come si può vedere, ad esempio, nell'importanza delle donne britanniche conservatrici negli anni '20 sulle questioni tariffarie.
L'attivismo politico nei campus universitari è stato influente nella politica di sinistra sin dagli anni '60, e recentemente c'è stato "un aumento dell'attivismo conservatore nei campus universitari statunitensi" ed "è comune per le organizzazioni politiche conservatrici donare denaro a studenti conservatori relativamente piccoli gruppi".
Mentre le motivazioni delle persone per l'attivismo politico possono variare, un modello ha esaminato l'attivismo nel partito conservatore britannico e ha trovato tre motivazioni principali: (1) "incentivi, come ambizioni per una carica elettiva", (2) "un desiderio per il partito di raggiungere la politica obiettivi" e (3) "preoccupazioni espressive, misurate dalla forza della partigianeria del convenuto".
Inoltre, gli americani molto ricchi possono esercitare l'attivismo politico attraverso un massiccio sostegno finanziario a cause politiche, e uno studio sui 400 americani più ricchi ha trovato "prove sostanziali di attivismo liberale o di destra che andava oltre il dare contributi a candidati politici". Questo studio ha anche rilevato, in generale, che "la vecchia moneta è, semmai, più uniformemente conservatrice della nuova moneta". Un altro studio ha esaminato come "l'attivismo dei ricchi" abbia spesso aumentato la disuguaglianza, ma ora sia talvolta utilizzato per diminuire la disuguaglianza economica.

### Attivismo su Internet
Il potere dell'attivismo su Internet è diventato un obiettivo globale con le proteste della Primavera Araba iniziate alla fine del 2010. Le persone che vivevano nei paesi del Medio Oriente e del Nord Africa che stavano vivendo rivoluzioni hanno utilizzato i social network per comunicare informazioni sulle proteste, inclusi video registrati su smartphone, che mettono i problemi di fronte a un pubblico internazionale. Questa è stata una delle prime occasioni in cui la tecnologia dei social network è stata utilizzata dai cittadini-attivisti per aggirare i media controllati dallo stato e comunicare direttamente con il resto del mondo. Questi tipi di pratiche di attivismo su Internet sono stati successivamente ripresi e utilizzati da altri attivisti nelle successive mobilitazioni di massa, come il Movimento 15-M in Spagna nel 2011, Occupy Gezi in Turchia nel 2013 e altro ancora.
Online "gli attivisti di sinistra e di destra usano i media digitali e legacy in modo diverso per raggiungere obiettivi politici". Gli attivisti online di sinistra sono solitamente più coinvolti nel tradizionale "attivismo hashtag" e nella protesta offline, mentre gli attivisti di destra possono "manipolare i media legacy, migrare verso piattaforme alternative e lavorare strategicamente con i media di parte per diffondere i loro messaggi". La ricerca suggerisce che gli attivisti online di destra hanno maggiori probabilità di utilizzare "teorie della disinformazione strategica e del complotto".
L'attivismo su Internet può anche riferirsi all'attivismo che si concentra sulla protezione o sulla modifica di Internet stesso, noto anche come diritti digitali. Il movimento per i diritti digitali è composto da attivisti e organizzazioni, come la Electronic Frontier Foundation, che lavorano per proteggere i diritti delle persone in relazione alle nuove tecnologie, in particolare per quanto riguarda Internet e altre tecnologie dell'informazione e della comunicazione.
Molti attivisti contemporanei ora utilizzano nuove tattiche attraverso Internet e altre tecnologie dell'informazione e della comunicazione (TIC), note anche come attivismo su Internet o cyber-attivismo. Alcuni studiosi sostengono che molte di queste nuove tattiche siano digitalmente analoghe ai tradizionali strumenti di contesa offline. Altre tattiche digitali possono essere completamente nuove e uniche, come alcuni tipi di hacktivism. Insieme formano un nuovo "repertorio digitale della contesa" accanto a quello esistente offline. Il crescente utilizzo di strumenti e piattaforme digitali da parte degli attivisti ha anche portato sempre più alla creazione di reti decentralizzate di attivisti che sono auto-organizzate e senza leader, o ciò che è noto come attivismo in franchising.

### Attivismo economico
L'attivismo economico implica l'utilizzo del potere economico del governo, dei consumatori e delle imprese per il cambiamento delle politiche sociali ed economiche. Sia i gruppi conservatori che quelli liberali usano l'attivismo economico come forma di pressione per influenzare le aziende e le organizzazioni a opporsi o sostenere particolari valori e comportamenti politici, religiosi o sociali. Ciò può essere fatto attraverso il consumismo etico per rafforzare il comportamento "buono" e sostenere le aziende che si vorrebbe avere successo, o attraverso il boicottaggio o il disinvestimento per penalizzare il comportamento "cattivo" e spingere le aziende a cambiare o chiudere l'attività.
Il brand activism è il tipo di attivismo in cui l'impresa gioca un ruolo di primo piano nei processi di cambiamento sociale. Applicando l'attivismo del marchio, le aziende mostrano preoccupazione per le comunità che servono e per i loro problemi economici, sociali e ambientali, il che consente alle aziende di costruire relazioni sostenibili e a lungo termine con i clienti e le prospettive. Kotler e Sarkar hanno definito il fenomeno come un tentativo da parte delle aziende di risolvere i problemi globali di cui si preoccupano i futuri clienti e dipendenti.
L'attivismo dei consumatori consiste nell'attivismo svolto per conto dei consumatori per la protezione dei consumatori o dai consumatori stessi. Ad esempio, gli attivisti del movimento per la libera produzione della fine del 1700 protestarono contro la schiavitù boicottando i beni prodotti con il lavoro degli schiavi. Oggi il vegetarianismo, il veganismo e il freeganismo sono tutte forme di attivismo dei consumatori che boicottano determinati tipi di prodotti. Altri esempi di attivismo dei consumatori includono la vita semplice, uno stile di vita minimalista inteso a ridurre il materialismo e il consumo cospicuo e la resistenza fiscale, una forma di azione direttae la disobbedienza civile in opposizione al governo che impone la tassa, alla politica del governo, o come opposizione alla tassazione in sé.
L'attivismo degli azionisti coinvolge gli azionisti che utilizzano una partecipazione azionaria in una società per fare pressione sulla sua gestione. Gli obiettivi degli azionisti attivisti vanno da quelli finanziari (aumento del valore per gli azionisti attraverso cambiamenti nella politica aziendale, nella struttura finanziaria, nella riduzione dei costi, ecc.) a quelli non finanziari (disinvestimento da determinati paesi, adozione di politiche rispettose dell'ambiente, ecc.).

### Attivismo artistico
L'attivismo del design colloca il design al centro della promozione del cambiamento sociale, della sensibilizzazione su questioni sociopolitiche o della messa in discussione dei problemi associati alla produzione di massa e al consumismo. Il Design Activism non si limita a un tipo di design.
L'attivismo artistico o artivismo utilizza il mezzo dell'arte visiva come metodo di commento sociale o politico.
L'attivismo della moda ("Fashion Activism") è stato coniato da Celine Semaan. L'attivismo della moda è un tipo di attivismo che accende la consapevolezza fornendo ai consumatori strumenti per supportare il cambiamento, in particolare nel settore della moda. È stato usato come termine generico per molti movimenti sociali e politici che hanno avuto luogo nel settore. Fashion Activism utilizza un approccio partecipativo a un'attività politica.
L'attivismo artigianale o l'artigianato è un tipo di attivismo visivo che consente alle persone di portare consapevolezza al discorso politico o sociale. È un approccio creativo all'attivismo in quanto consente alle persone di inviare messaggi brevi e chiari alla società. Le persone che contribuiscono all'artigianato sono chiamate "artigiani".
L'attivismo in letteratura può pubblicare opere scritte che esprimono riforme previste o sostenute. In alternativa, l'attivismo letterario può anche cercare di riformare la corruzione percepita oi sistemi di potere radicati all'interno dell'industria editoriale.

### Attivismo scientifico
L'attivismo scientifico può includere sforzi per comunicare meglio i benefici della scienza o garantire finanziamenti continui per la ricerca scientifica. Può anche includere sforzi per aumentare la legittimità percepita di particolari campi scientifici o rispondere alla politicizzazione di particolari campi. La marcia per la scienza tenutasi in tutto il mondo nel 2017 e nel 2018 è stata un notevole esempio di attivismo scientifico. Gli approcci all'attivismo scientifico variano dalle proteste ad approcci più psicologici e orientati al marketing che tengono conto di fattori come il senso individuale di sé, l'avversione per le soluzioni ai problemi e le percezioni sociali.
I conservatori sono diventati "meno fiduciosi nei confronti degli scienziati dagli anni '70". Alcuni studiosi spiegano questa sfiducia in quanto i conservatori vedono "le scoperte scientifiche come una minaccia per la loro visione del mondo". Altri studiosi attribuiscono la sfiducia conservatrice all'attivismo liberale nella scienza e trovano che "gli scienziati in certi campi, in particolare le scienze sociali, hanno sempre più adottato una posizione di attivismo liberale".

## Industria dell'attivismo
Il termine industria dell'attivismo è stato spesso utilizzato per riferirsi a operazioni di raccolta fondi esternalizzate. Tuttavia, le organizzazioni di attivisti si impegnano anche in altre attività. Il lobbismo, o l'influenza sulle decisioni prese dal governo, è un'altra tattica attivista. Molti gruppi, compresi gli studi legali, hanno designato il personale assegnato specificamente per scopi di lobbying. Negli Stati Uniti, il lobbismo è regolato dal governo federale.
Molti sistemi governativi incoraggiano il sostegno pubblico delle organizzazioni non profit concedendo varie forme di agevolazioni fiscali per le donazioni a organizzazioni di beneficenza. I governi possono tentare di negare questi benefici agli attivisti limitando l'attività politica delle organizzazioni esentasse.